# 1941 na arte

## Eventos
- Inauguração do Monumento a Pedro Álvares Cabral em Lisboa - réplica do existente no Rio de Janeiro de autoria de Rodolfo Bernardelli (1940)
- Carnaval - A GRES Portela vence o carnaval carioca e conquista seu 3º título, o primeiro de sete consecutivos, recorde jamais superado no Rio de Janeiro. Começavam os chamados "anos portelenses".

## Nascimentos
| Data          | Nome                   | Profissão                            | Nacionalidade | Observações                         | Ref |
| ------------- | ---------------------- | ------------------------------------ | ------------- | ----------------------------------- | --- |
| 8 de janeiro  | Boris Vallejo          | pintor                               | Peru          |                                     |     |
| 20 de janeiro | Roberto Paragó         | pintor                               | Brasil        | m. 1996                             |     |
| 25 de abril   | Markus Lüpertz         | pintor e escultor                    | Alemanha      |                                     |     |
| 19 de julho   | Oscar Araripe          | escritor e pintor                    | Brasil        |                                     |     |
| 4 de outubro  | Domingos Bongestabs    | arquiteto e professor universitário  | Brasil        |                                     |     |
| 2 de dezembro | António Marques Miguel | arquitecto e professor universitário | Portugal      |                                     |     |
| ??            | Manuel Costa Cabral    | pintor e professor                   | Portugal      |                                     |     |
| ??            | Maria Tomaselli        | pintora e gravadora                  | Áustria       |                                     |     |
| ??            | Eduardo Arranz Bravo   | pintor e escultor                    | Espanha       |                                     |     |
| ??            | António Sena           | artista plástico e pintor            | Portugal      | Prémio Amadeu de Souza-Cardoso 2011 |     |

## Mortes
| Data          | Nome                  | Profissão                              | Nacionalidade                              | Observações | Ref |
| ------------- | --------------------- | -------------------------------------- | ------------------------------------------ | ----------- | --- |
| 6 de março    | Gutzon Borglum        | escultor                               | Estados Unidos                             | n. 1867     |     |
| 15 de março   | Alexej von Jawlensky  | pintor                                 | Império Russo                              | n. 1864     |     |
| 31 de maio    | Rodolfo Amoedo        | pintor e decorador                     | Brasil                                     | n. 1857     |     |
| 16 de outubro | Bruno Lechowski       | músico, pintor, desenhista e professor | Império Russo (atual Polónia)              | n. 1887     |     |
| 25 de outubro | Robert Delaunay       | pintor                                 | França                                     | n. 1885     |     |
| 6 de dezembro | Benvindo António Ceia | pintor                                 | Reino Unido de Portugal, Brasil e Algarves | n. 1870     |     |